# Wallfahrtskirche St. Marien (Zöbingen)

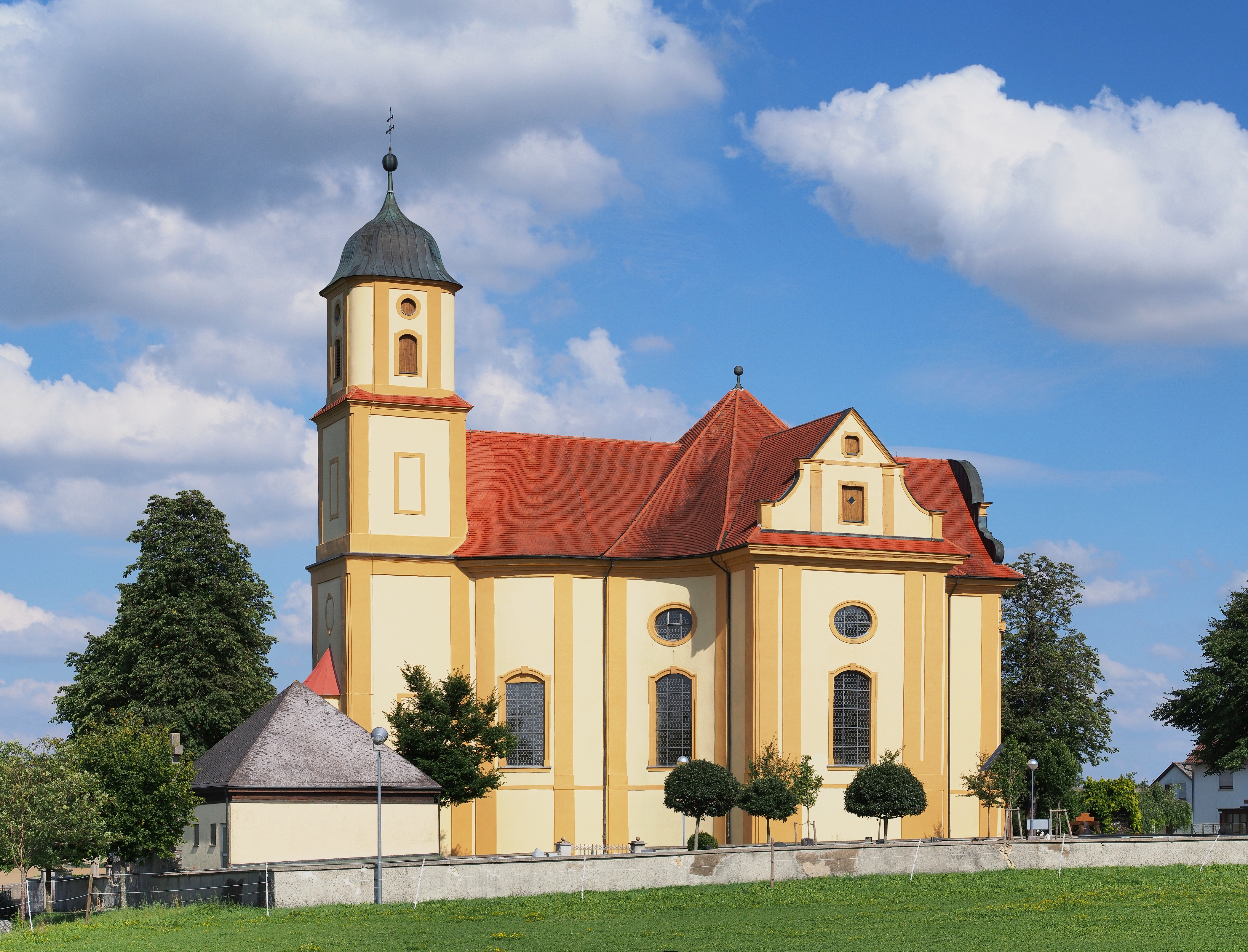
Wallfahrtskirche St. Marien in Zöbingen

Die römisch-katholische Wallfahrtskirche St. Marien ist ein geschütztes Kulturdenkmal nach dem Denkmalschutzgesetz. Sie steht in Zöbingen, einem Ortsteil von Unterschneidheim im Ostalbkreis von Baden-Württemberg. Die Kirchengemeinde gehört zur Seelsorgeeinheit Unterschneidheim im Dekanat Ostalb der Diözese Rottenburg-Stuttgart.

## Geschichte
In der Sakristei der Kirche wird ein alamannischer Totenbaum aufbewahrt, der auf das 6. Jahrhundert datiert wird. Laut einer Aufzeichnung von 1661 wurde er 1161 oder 1261 gefunden, zusammen mit Gebeinen und Münzen. Damals sei ein Pfleger der Burg Baldern mit seinem Pferd in ein Erdloch geraten und von Zöbinger Bauern gerettet worden; dabei sei der Baumsarg entdeckt worden. An der Decke der Kirche ist die Auffindung des Baumsarges zu sehen. Auch ist ein Bild zu sehen, auf welchem der Pfleger in die Erde einbricht.

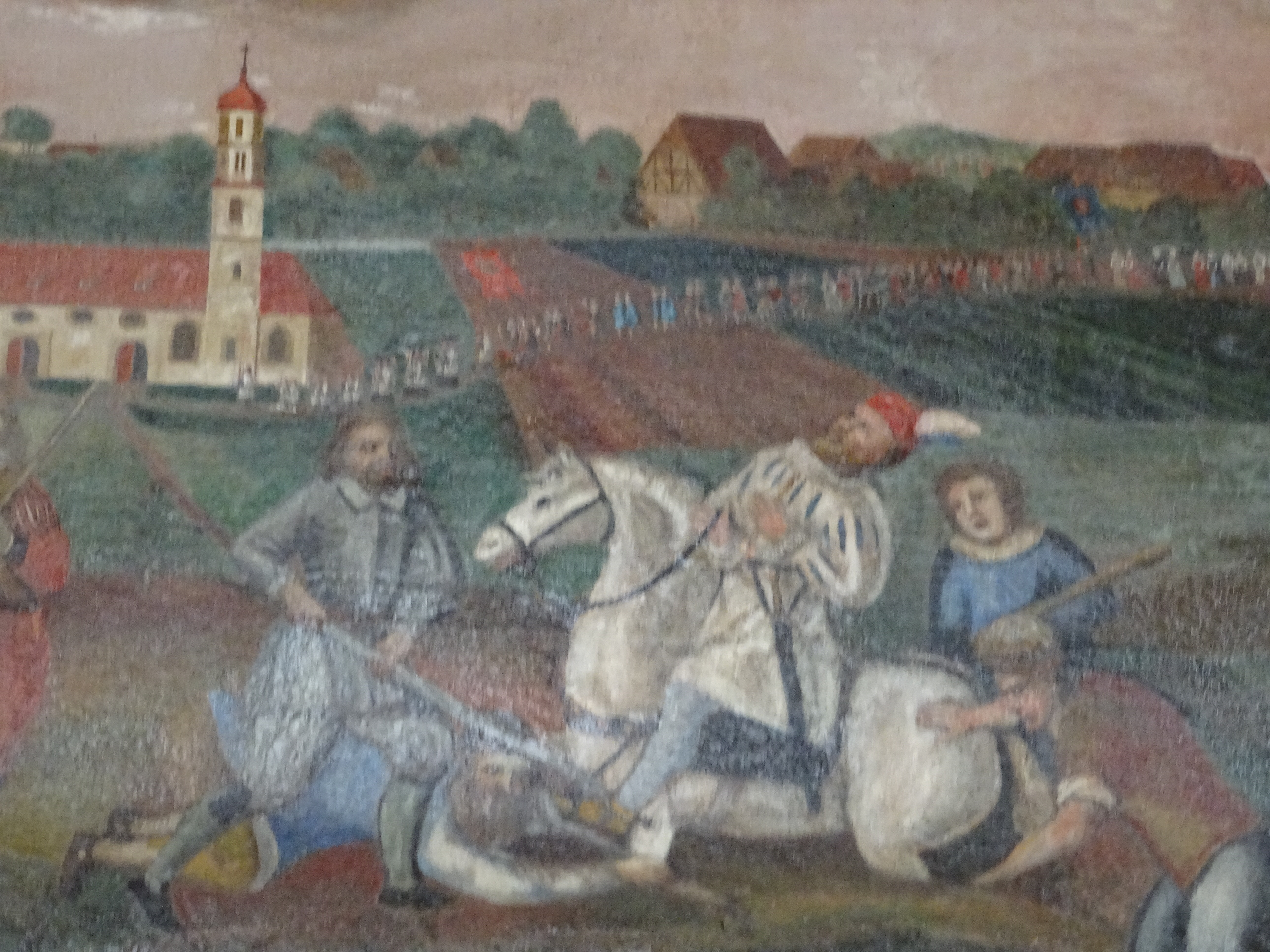
Einbrechen des Pflegers auf dem Pferd

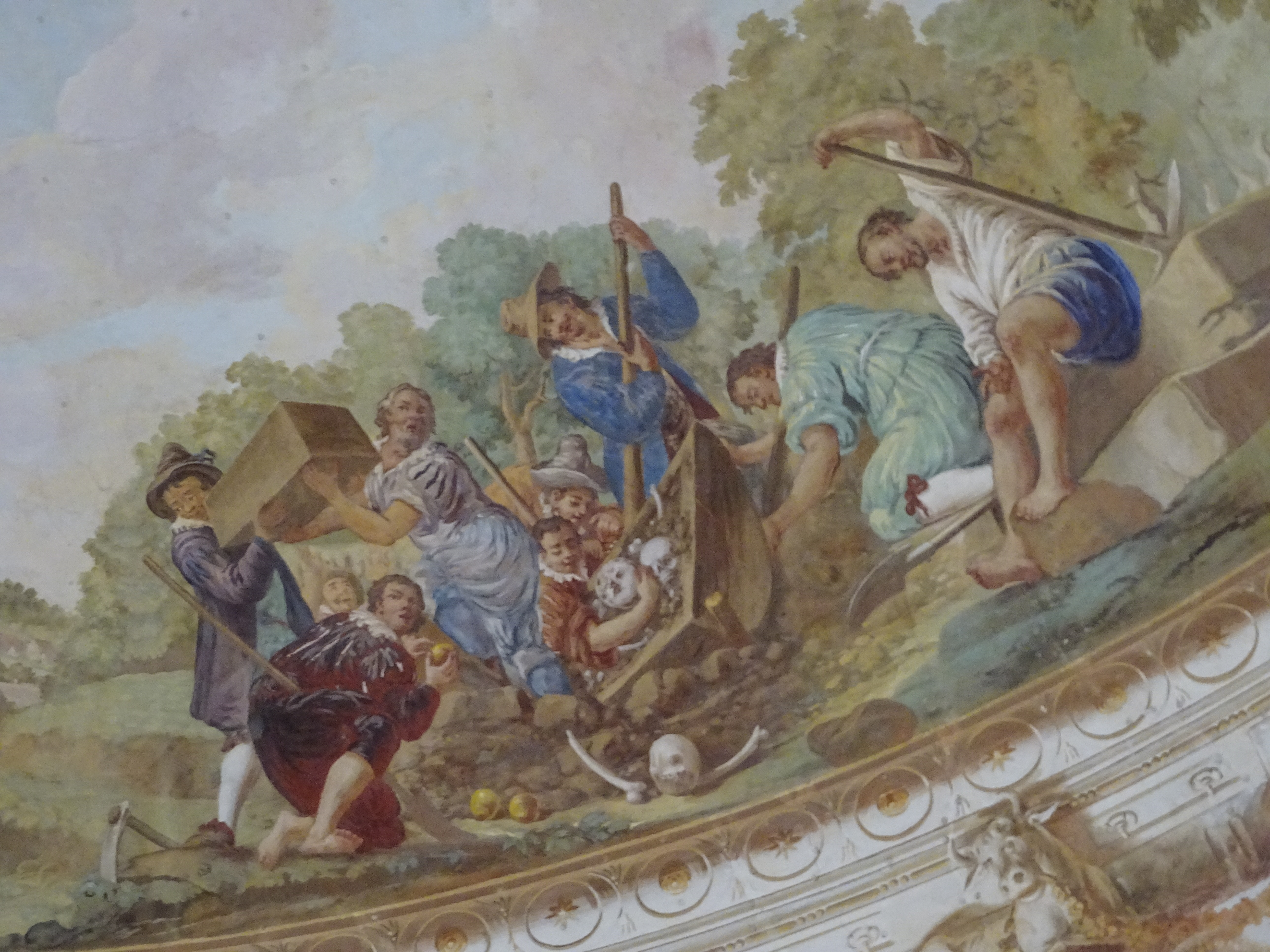
Bergung des Baumsargs bei der heutigen Kirche

Der Fund von Zöbingen gilt als der erste „archäologische“ Fund aus dem Frühmittelalter in Württemberg. In der Sakristei sind noch heute die Knochen aus dem Baumsarg in einem hierfür angefertigten Schrein zu sehen. Die Baumsärge befinden sich heute in Besitz des Landesmuseums Württemberg – diese gaben diesen an das alamannenmuseum Ellwangen als Dauerleihgabe – und im Stadtmuseum in Nördlingen. Im Eingangsbereich des Alamannenmuseums sind außerdem Repliken der Baumsärge aufgestellt.

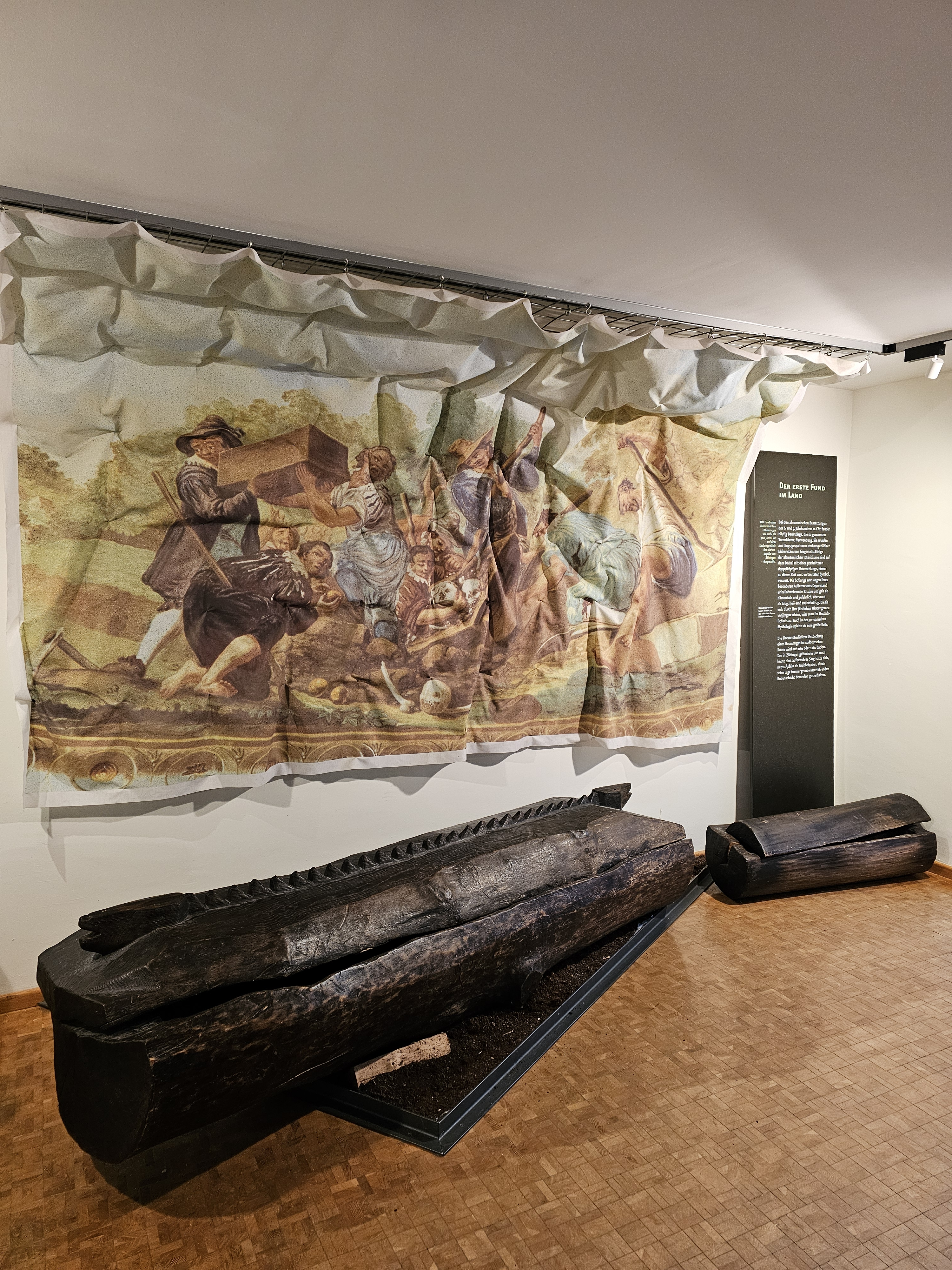
Repliken von Baumsärgen aus Zöbingen im Eingangsbereich des Alamannenmuseums Ellwangen

Eine Fibel aus Zöbingen befindet sich im Depot des Germanischen Nationalmuseums in Nürnberg.

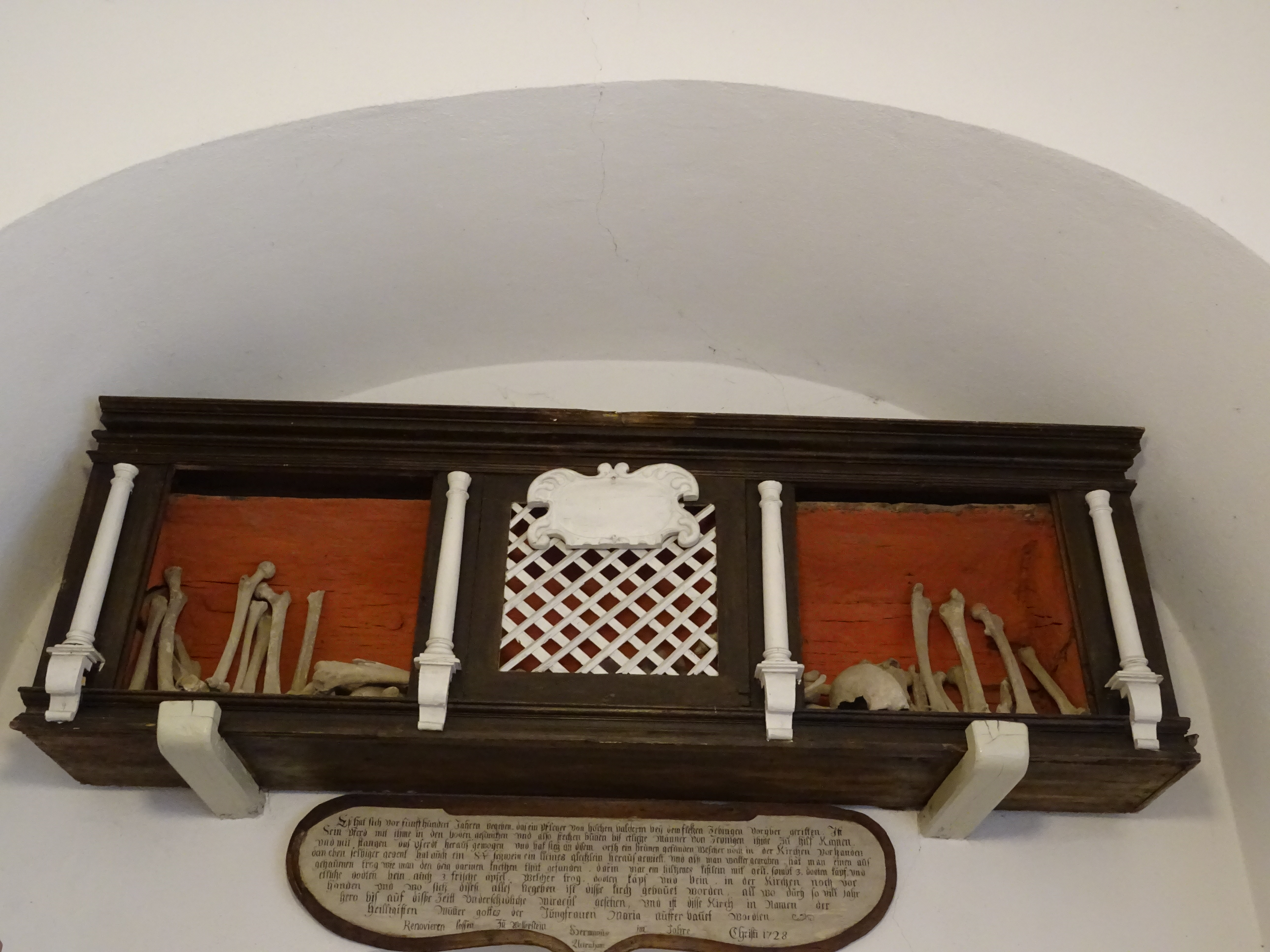
Schrein mit alamannischen Knochen in der Zöbinger Sakristei

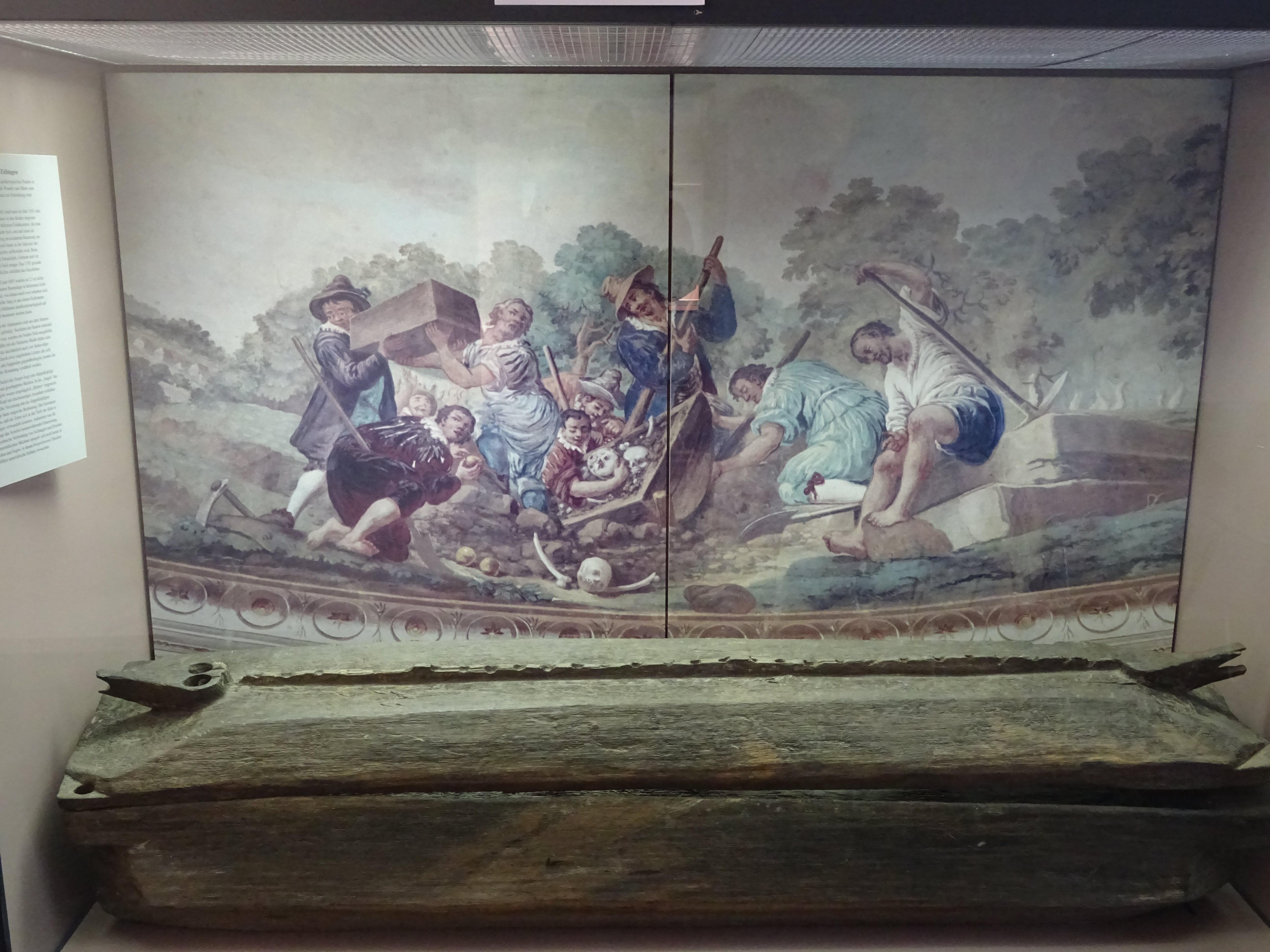
Zöbinger Baumsarg im Stadtmuseum Nördlingen

Eine Kapelle mit einem Gnadenbild der Mutter Gottes wurde errichtet, es kam zu Wunderberichten und zur Entstehung der Wallfahrt. Für die wachsende Pilgerzahl ließ Graf Kraft Anton Wilhelm von Öttingen-Baldern 1718 bis 1737 die barocke Kirche errichten. Sie wurde 1783 unter Franz Wilhelm von Öttingen klassizistisch erneuert. Diese Jahreszahl enthalten mehrere lateinische Chronogramme in der Kirche.

## Beschreibung

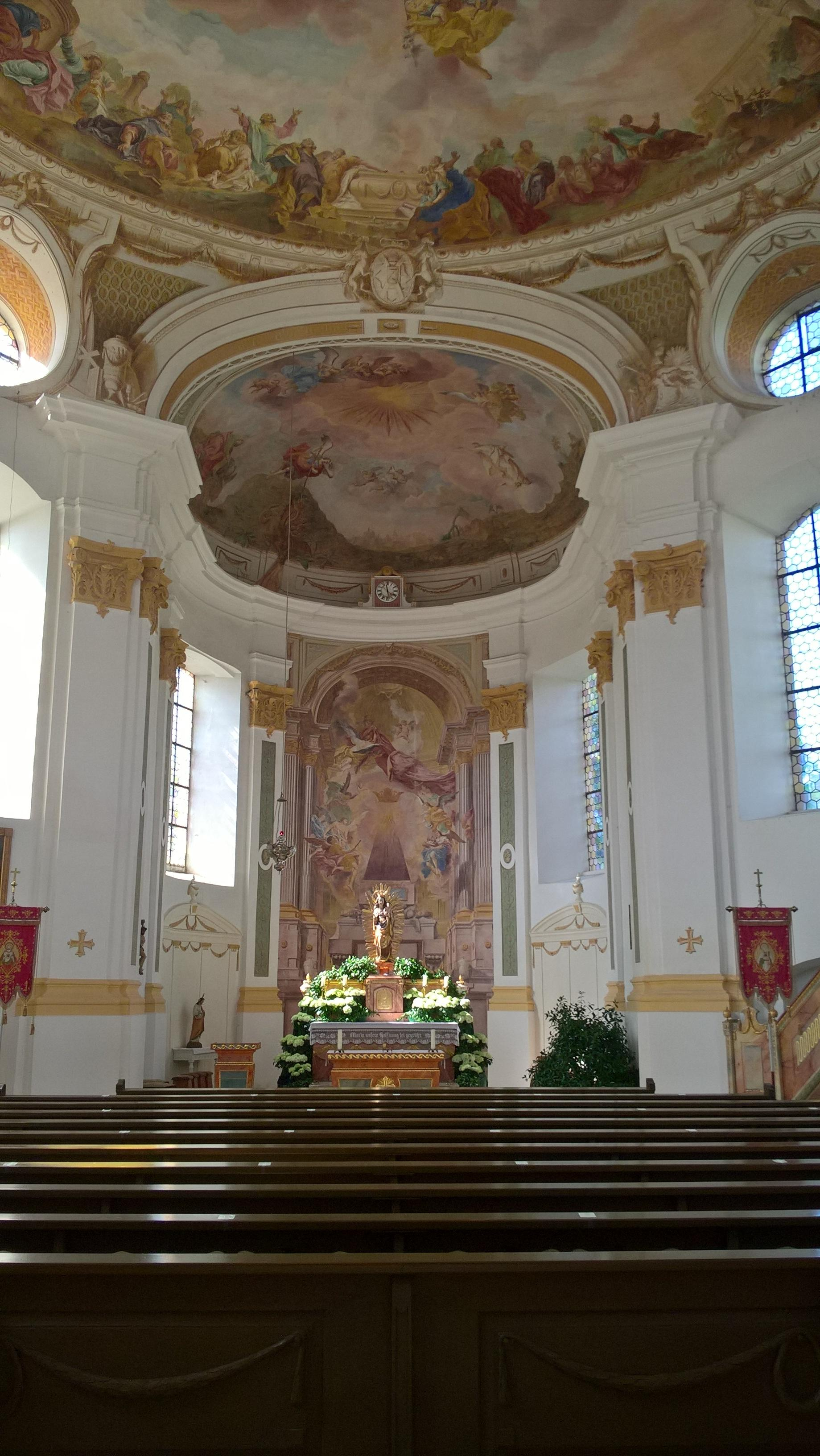
Blick zum Chor

Der Barockbau nach Plänen von Gabriel de Gabrieli erhielt unter der Leitung des Ellwanger Landbaumeisters Sebastian Manz 1783 seine klassizistische Gestalt. Die Kirche besteht aus einer Rotunde, an die nach Norden ein Langhaus angebaut ist, das sich halbkreisförmig verjüngt und im Innenraum mit einer Scheinarchitektur-Apsis abgeschlossen ist. Daran schließt sich der Kirchturm auf quadratischem Grundriss mit Konche an. Die Querarme nach Westen und Osten haben Schweifgiebel, das Langhaus im Süden einen Volutengiebel. Der Außenraum ist mit Pilastern und Lisenen gegliedert. Der Kirchturm, in dessen Glockenstuhl ein vierteiliges Geläut hängt, ist mit einer Glockenhaube bedeckt. Den zentralen Innenraum überwölbt eine hölzerne, runde Kuppel. Das Kuppelgemälde von Anton Wintergerst (1737–1805) stellt Mariä Himmelfahrt dar. Am vorderen Rand der Kuppel (Eingangsseite) sind links der Reiterunfall, rechts die Auffindung des Baumsargs aus der Gründungsüberlieferung zu sehen. Den Hochaltar schuf 1780 Thomas Schaidthauf. Das Gnadenbild, die Statue einer Mondsichelmadonna (um 1500), steht über dem Tabernakel.